# Општина Таргу Тротуш (Бакау)
Таргу Тротуш (рум. Târgu Trotuş) општина је у Румунији у округу Бакау.
Oпштина се налази на надморској висини од 244 m.